# Caroline Lewenhaupt
Karolina (Caroline) Juliana Anna Ulrika Lewenhaupt, även stavat Carolina och Karoline, född 1754 i Oberbronn, död 29 december 1826 i Linköping, var en svensk grevinna, hovdam (statsfru och överhovmästarinna) och amatörskådespelerska.

## Biografi
Caroline Lewenhaupt var dotter till greve Adam Lewenhaupt och Carolina Christina Anna Louise Sinclair. Hon gifte sig med sin kusin kammarherren greve Charles Emil Lewenhaupt i Strasbourg 1778. Hon fick sin uppfostran i Frankrike och beskrivs som kvick, intelligent och gladlynt.
Caroline Lewenhaupt hade en framstående plats inom den kungliga gustavianska amatörteatern. Under julfirandet på Gripsholm 1775 instiftade Gustav III en teaterorden för hovets populära amatörteaterföreställningar och divertissemang. Caroline Lewenhaupt blev då ordens stormästarinna, och Johan Gabriel Oxenstierna dess ordensskald och orator. Av dess verksamhet kan nämnas att orden gav åtta föreställningar med sex stora tragedier och fyra mindre stycken gavs på fjorton dagar efter instiftandet. Bland de mest framstående medlemmarna i Gustav III:s amatörteater räknas Caroline Lewenhaupt, Carl von Fersen, Hedvig Ulrika De la Gardie, Nils Barck, Maria Aurora Uggla, Otto Jacob von Manteuffel Zöge, Bror Cederström samt systrarna Ulla von Höpken och Augusta Löwenhielm Lewenhaupt räknades tillsammans med Maria Aurora Uggla som primadonnan inom hovets amatörteater och gjorde ofta huvudrollerna tillsammans med Uggla och Virginia Charlotta Manderström. 
Den 7 januari 1776 spelade hon grevinnan mot Gustav III som översten i "La gageuse", i hvilken enligt Fredrik Sparre "fröken Caroline Lewenhaupt gjorde underverk i grefvinnans roll, så att franske ambassadören förklarade, att man ej på någon teater i Paris kunde gifva den bättre."
Lewenhaupt var hovfröken hos drottning Sofia Magdalena 1771–1774 och kammarfröken hos Hedvig Elisabet Charlotta 1774–1776 ("tjänstfri" 1776), och därefter statsfru hos Sofia Magdalena 1781–1795. Med sin "fransyska uppfostran" och "sitt sprittande geni" ansågs hon kunna uppliva den blyga och tillbakadragna Sofia Magdalena. Hon var personlig vän till Sofia Magdalena och nämns då och då som en av de få personer denna umgicks med förutom med Maria Aurora Uggla och Virginia Charlotta Manderström; hon var också närvarande vid Sofia Magdalenas dödsbädd 1813. Hon utsågs 1811 till överhovmästarinna hos kronprinsessan Desideria under dennas vistelse i Sverige. Hon ska inte ha varit omtyckt av Desideria, som enligt Hedvig Elisabet Charlotta utsatte henne för trakasserier påverkad av sin franska hovdam Elise La Flotte, som ville ha hennes tjänst: Desideria ska även ha fått kronprins Karl Johan att behandla henne illa. Tjänsten upphörde när Desidera lämnade landet igen sommaren 1811. 
1815 mottog hon samma värdighet och företrädesrättigheter som egentligen endast tillkom hustrur till riksråd. Hon blev överhovmästarinna hos drottning Hedvig Elisabet Charlotta 1818.
Caroline Lewenhaupt var också litterärt verksam. Hon översatte Leopolds Virginia till franska alexandriner, och hon skrev också flera tillfällighetsstycken för hovet. Hon utgav 1825 Les apparitions. Mélo-drame. Représenté devant la famille royale le 30 janvier 1825./(C.L.) (Stockholm, imprimé chez Charles Deleen, 1825.)